# Раменский сельский округ (Шаховской район)
Раменский сельский округ — упразднённая административно-территориальная единица, существовавшая на территории Шаховского района Московской области в 1994—2006 годах.
Раменский сельсовет был образован в первые годы советской власти. В 1921 году он числился в составе Кульпинской волости Волоколамского уезда Московской губернии.
24 марта 1924 года в связи с ликвидацией Кульпинской волости Раменский с/с вошёл в состав Раменской волости.
В 1926 году Раменский с/с включал 2 населённых пункта — Раменье и Пьянкино, а также 1 лечебницу.
В 1929 году Раменский сельсовет был отнесён к Шаховскому району Московского округа Московской области. При этом к нему были присоединены Воскресенский, Манежский и Харитоновский с/с.
17 июля 1939 года к Раменскому с/с были присоединены селения Фроловское-1, Фроловское-2 и Красное Заречье упразднённого Фроловского с/с.
4 января 1952 года из Дрызловского с/с в Раменский было передано селение Мясоедово.
14 июня 1954 года к Раменскому с/с был присоединён Новомихайловский с/с.
8 августа 1959 года из Новоникольского с/с в Раменский были переданы селения Дрызлово, Починки и Юренево.
1 февраля 1963 года Шаховской район был упразднён и Раменский с/с вошёл в Волоколамский укрупнённый сельский район.
11 января 1965 года Шаховской район был восстановлен и Раменский с/с вновь вошёл в его состав.
3 июня 1974 года в Раменском с/с был упразднён населённый пункт Мясоедово.
25 октября 1984 года был упразднён населённый пункт Дешино.
3 февраля 1994 года Раменский с/с был преобразован в Раменский сельский округ.
В ходе муниципальной реформы 2005 года Раменский сельский округ прекратил своё существование как муниципальная единица. При этом все его населённые пункты вошли в Сельское поселение Раменское.
29 ноября 2006 года Раменский сельский округ исключён из учётных данных административно-территориальных и территориальных единиц Московской области.